# Lieselotte E. Saurma-Jeltsch
Lieselotte Esther Saurma-Jeltsch (* 31. Januar 1946 in Basel) ist eine Schweizer Kunsthistorikerin und emeritierte Universitätsprofessorin.

## Leben
Lieselotte E. Saurma-Jeltsch ist die Tochter des Architekten Paul Stamm und der Fotografin Lieselotte Stamm-Frikker. Sie absolvierte ein Studium der Kunstgeschichte, Kirchengeschichte und Ethnologie an den Universitäten München und Basel. 1979 wurde sie in Basel bei Hermann Fillitz promoviert. 1991 an der TU Berlin bei Robert Suckale habilitiert, war sie von 1992 bis 1995 Professorin für Kunstgeschichte des Mittelalters an der Universität Frankfurt am Main. Von 1995 bis zu ihrer Emeritierung 2011 war sie ordentliche Professorin für Kunstgeschichte des Mittelalters an der Universität Heidelberg. Seither ist Saurma-Jeltsch ebendort Seniorprofessorin.
Sie war Dekanin der Philosophisch-Historischen und später der Philosophischen Fakultät von 2000 bis 2005 sowie von 2004 bis 2006 Direktorin des neu gegründeten «Zentrums für Europäische Geschichts- und Kulturwissenschaften» (ZEGK). Es wirkte am Heidelberger Cluster of Excellence «Asia and Europe» mit.
Sie ist seit 1987 verheiratet mit dem Schweizer Soziologen Adalbert Saurma-Jeltsch. Sie lebt in Heidelberg.
Die Forschungsschwerpunkte von Saurma-Jeltsch sind Buchmalerei von den Anfängen bis 1500, insbesondere Bild und Text; Kunst im sozialen Umfeld, insbesondere Produktionsbedingungen.

## Schriften

### Monografien
- (als Lieselotte E. Stamm): Die Rüdiger Schopf-Handschriften. Die Meister einer Freiburger Werkstatt des späten 14. Jahrhunderts und ihre Arbeitsweise. Aarau / Frankfurt am Main / Salzburg 1981, ISBN 3-7941-1980-0.
- Die Miniaturen im «Liber scivias» der Hildegard von Bingen. Die Wucht der Vision und die Ordnung der  Bilder. Wiesbaden 1998, ISBN 3-89500-038-8.
- Spätformen mittelalterlicher Buchherstellung. Bilderhandschriften aus der Werkstatt Diebold Laubers in Hagenau. 2 Bände. Wiesbaden 2001, ISBN 3-89500-215-1.
- Pietät und Prestige im Spätmittelalter. Die Bilder in der Historienbibel der Solothurner Familie vom Staal. Basel 2008, ISBN 978-3-7965-2415-8.

### Herausgeberschaft
- Lieselotte E. Stamm, Rolf Hasler, Ernst Böhlen: Nobile claret opus: Festgabe für Ellen Beer. In: Zeitschrift für schweizerische Archäologie und Kunstgeschichte. Band 43, 1986, S. 1.
- Karl der Große als vielberufener Vorfahr. Sein Bild in der Kunst der Fürsten, Kirchen und Städte. Sigmaringen 1994, ISBN 3-7995-1205-5.
- mit Johannes Fried: 794 – Karl der Große in Frankfurt am Main. Ein König bei der Arbeit. Ausstellungskatalog. Sigmaringen 1994, ISBN 3-7995-1204-7.
- mit Stefan Müller und Peter Strohschneider: Codex und Raum. Wiesbaden 2009, ISBN 978-3-447-06096-7.
- mit Tobias Frese: Zwischen Mimesis und Vision. Zur städtischen Ikonographie am Beispiel Augsburgs. Münster u. a. 2010, ISBN 978-3-643-10766-4.
- mit Anja Eisenbeiß: The Power of Things and the Flow of Cultural Transformations: Art and Culture between Europe and Asia. Berlin 2010, ISBN 978-3-422-06978-7.
- mit Anja Eisenbeiß: Images of Otherness in Medieval and Early Modern Times: Exclusion, Inclusion, Assimilation. Berlin 2012, ISBN 978-3-422-07069-1.